# Козятин (Волынская область)
Козятин (укр. Козятин) — село в Гороховской городской общине Луцкого района Волынской области Украины.
До 2020 года входило в Гороховский район.
Код КОАТУУ — 0720883006. Население по переписи 2001 года составляет 240 человек. Почтовый индекс — 45731. Телефонный код — 3379. Занимает площадь 7,372 км².